# Székely fonó
A Székely fonó Kodály Zoltán 1932. április 24-én Budapesten, a Magyar Állami Operaházban bemutatott egyfelvonásos daljátéka. A zeneszerző második színpadi műve, tulajdonképpen egy hatalmas népdalfüzér.

## Az opera keletkezésének története
20. századi népdalgyűjtőinket nemcsak megihlette a magyar népdal, hanem nagy hatást gyakorolt világnézetükre is. Kodály és Bartók népdalgyűjtő körútjaikon a történelmi Magyarország számos vidékére eljutott, ahol alkalmuk volt megismerkedni az egyszerű falusi emberek életével, szokásaival, hagyományaival. Kodály egy idő után nemcsak a népdalokat, hanem a népszokásokat is kutatni és gyűjteni kezdte. Bartók úgy gondolta, hogy a népdal spontán természeti képződmény, amely segítségével az emberi természet magatartásformáinak spontán alakulását tanulhatja el. Ezzel szemben Kodály úgy látta, hogy a népdalok egy le nem jegyzett hatalmas nagy népi eposz töredékei. Ezeket a darabokat akarta felgyűjteni és összeilleszteni, hogy ily módon rekonstruálni lehessen a valamikor egységes verses elbeszélést.
Ez a törekvés valósult meg a Magyar népzene című művében, amelyet énekhangra és zongorára komponált. Ebben a hatalmas zenei ciklusban 57 magyar népdalt és népballadát dolgozott fel 1924–1932 között, majd ezt egészítette ki egy 1964-ben készített 11. füzettel. Az egyes darabok a dalkarakterek és énekes karakterek rendezőelve szerint csoportosulnak. Ez a dalciklus tekinthető a Székely fonó közvetlen előzményének, sőt, tulajdonképpen a Székely fonó nem más, mint a Magyar népzene színpadi változata. A daljáték komponálásához tizenkilenc daltételt használt fel a szerző, ezek közül tizenhárom található meg kisebb-nagyobb eltéréssel a Magyar népzene ciklusban. Hat további népdaltétel a színpadi cselekmény folytonosságát biztosítja, tehát ezeknek dramaturgiai szerepe van.
Kodály saját elmondása szerint a hangversenytermekben, zongora vagy zenekari kísérettel feldolgozott, frakkos, estélyi ruhás előadók által előadott népdalok láttán úgy érezte, hiányzik a dalok természetes környezete és előadójuk: a népviselet és a nép. Ezért kezdett el gondolkozni egy színpadi változat megvalósításán, ahol az énekesek a jelmezek és a díszletek segítségével közelebb tudják hozni a népdalt a közönséghez. Először kísérleti jelleggel egy kisebb színházban próbálkozott, majd miután nagy sikert aratott a produkcióval, úgy gondolta, kibővíti a darabot az Operaház számára. Nagyon jól látta, hogy a korábbi magyar operák egyik legnagyobb baja a prozódia volt: a szövegkönyvírók nem tudtak jól magyarul, és egy, a nyelvünktől idegen hangsúlyozást próbáltak meg ráerőltetni a dalszövegekre. Kodály szerette volna Bartók után ismét megvalósítani a tökéletes magyar ének frazeológiát. Máshol arról is beszélt, hogy a magyar népdalt az élettel szerves egységben kell megmutatni, ezzel is betekintést kell engedni a városi lakosságnak a falu életébe.

## Az opera szereplői
| Szereplő          | Hangfekvés               |
| ----------------- | ------------------------ |
| A háziasszony     | drámai alt               |
| A kérő            | lírai bariton            |
| A szomszédasszony | lírai alt                |
| A leány           | lírai szoprán            |
| A legény          | lírai tenor              |
| A gazdag legény   | bariton vagy buffo tenor |

- Kórus: öregasszonyok, legények, leányok, a falu népe
- Történik: egy székely faluban
- Színhely: a fonóház
- Játékidő: mintegy 70 perc

## A daljáték cselekménye
A kérőt üldözik a csendőrök. Az idő sürget, búcsút kell vennie szerelmétől és el kell indulnia. A háziasszony magára marad a bánatával. A fonó közben szép lassan benépesül. Mindenki tudja, mi történt. Igyekeznek hát felvidítani a szomorkodó mennyecskét: dallal, tánccal, tréfával, játékkal próbálják elűzni szomorúságát. A kérőt közben elfogták a csendőrök. Láncra verve hozzák be a színpadra. A gazdag legény, amint meglátja a csendőröket, megijed és elrejtőzik. De az egyik öregasszony észreveszi és leleplezi: nem a kérő a bűnös, hanem ő! A csendőrök ezek után a kérőt és a gazdag legényt is magukkal viszik. A fonó kiürül, csak néhány öreg anyóka marad még a háziasszony mellett. Közben lassan virradni kezd. A távolból egyszer csak hallani lehet a vidám legények és lányok nótáját. A fonó újra megtelik, majd a szabadon bocsátott kérő is megjelenik és boldogan zárja karjaiba a szerelmét. Az ártatlan kiszabadulását és a bűnös megbüntetését egy emberként ünnepli az egész falu.

## A műfajiság problémái
Kodály daljátékai esetében mindig érdekes és összetett kérdés azok műfaja. A daljáték szó alatt sok mindent érthetünk: ide tartozik a német singspiel, a zarzuela vagy a liederspiel. A Székely fonó műfaji gyökerei azonban ennél jóval mélyebbre nyúlnak. Ugyanis a darab a 18–19. századi operahagyomány egyik fontos típusának, a szabadító operának a felelevenítése. Ennek a műfajtípusnak a lényege, hogy a főhős, mint felvilágosult egyén, összeütközésbe kerül a hatalommal. Az alapsémája: a főszereplő üldöztetése, rabságba vetése, meghurcolása, majd önfeláldozó segítők által történő szabadulása.
Ha a 19–20. századi magyar történelmet nézzük, akkor a szabadságharc, majd a trianoni békeszerződés után az egyszerű néphez is igen közel álló és ismert szituáció volt az elnyomás és a megaláztatás. Kodály azonban lemond a konkrét történelmi környezetről: a darab cselekményét az időtlenségbe helyezi, ezzel adva egyetemes érvényességet a mondanivalónak. Nem tudjuk, hogy a kérőt kik és pontosan miért üldözik. Alapszituációként csak az adott, hogy üldözik és el kell szakadnia szeretteitől, el kell bujdosnia, mert máskülönben elfogják. A végkifejletben pedig kiderül az ártatlansága, amit a falu egy emberként ünnepel meg. A szereplőknek nincsenek személynevei, ezzel is a darab általános mondanivalóját hangsúlyozhatta a zeneszerző.
Felmerül azonban egy másik probléma is. Mondaható-e a darab operának? Mert bár a Háry János esetében számos prózai résszel találkozunk, de van egy összefüggő, folyton előrehaladó cselekvés, egy zenei keret, egy bevezető nyitány. A Székely fonó esetében azonban nincsenek prózai párbeszédek, de recitativo sem. Ezek helyét a pantomim veszi át: sok gesztusú néma játékok kötik össze az énekes számokat.
A darab másik fő jellegzetessége, hogy az énekes számok egytől egyig népdalokból bontakoznak ki. Ezt a tudatos szerzői szándékot eleinte sokan az eredetiség hiányával magyarázták. De Kodály a saját elmondása szerint az atmoszférát akarta megteremteni, és ehhez semmi más nem kellett, mint a készen talált anyag. Ehhez azonban hozzá kell tenni, hogy kész építőkockákból összerakni, megkonstruálni egy tudatosan felépített daljátékot úgy, hogy az összefüggő egységes egész legyen, nem kis feladat.
A darab zenéje alapvetően szimfonikus építkezésű, a zenei felépítés egy három részes forma, amely a visszatérés elemeivel és a fináléval válik teljessé. Kodály mesterien fűzte össze a kész anyagot. Lemondott a daljátékszerű cselekményes környezetről, az áttételes lírai és kórusdramaturgiát vitte színpadra, amit már korábbi népdalfeldolgozásaiban is alkalmazott. Tulajdonképpen a színpadi formáról való lemondást avatta színpadi gesztussá.

## A daljáték dalai
1. Elmenyek, elmenyek
2. A citrusfa levelestől
3. Nekem olyan emberecske kéne
4. Üres ládám az ajtóba'
5. Szomorú fűzfának harminchárom ága – A háziasszony dala
6. Én elmentem a vásárra
7. Jók a leányok
8. (Pantomim)
9. Bizony csak meghalok, anyám, édesanyám (Görög Ilona balladája), A malomnak nincsen köve
10. Lányok ülnek a toronyban
11. Hess, légy
12. Most jöttem Erdélyből
13. Egy nagy orrú bolha
14. A csitári hegyek alatt  – A leány és a legény kettőse
15. El kéne indulni – A gazdag legény dala
16. Jaj! Jöjjön haza édesanyám! – A rossz feleség balladája
17. Az hol én elmegyek, még az fák is sírnak – A kérő dala
18. (Pantomim)
19. Ah!
20. Tőlem a nap úgy telik el
21. (Interlude)
22. Jaj, de szépen cseng
23. Mondd meg, rózsám, Cifra bunda szegre van akasztva, Én Istenem, add megérnem

## CD kiadások
Háziasszony – Komlóssy Erzsébet, Kérő – Melis György, Lány – Andor Éva, Legény – Simándy József, Gazdag legény – Palcsó Sándor, Szomszédasszony – Barlay Zsuzsa 
Közreműködik: a Magyar Rádió és Televízió Énekkara, a Budapesti Filharmóniai Társaság Zenekara, vezényel: Ferencsik János. A felvétel készült: 1970, CD kiadás: 1996, Hungaroton,  HCD12839-40, Stereo, ADD.